# よわよわ先生
『よわよわ先生』（よわよわせんせい）は、福地カミオによる日本の漫画作品。『週刊少年マガジン』（講談社）にて、2022年51号（11月16日発売）から連載中。
メディアミックスとして、テレビアニメ化が決定している。

## ストーリー
新年度から阿比倉章人のクラス担任になった鶸村ひよりはこの春に大学を卒業したばかりの新米教師。初日でいきなり額から血を流して教室に顔を出し、授業では生徒に聞き取れないような小声でボソボソとつぶやき、いつも持参するノートには何かを書き込んだ付箋がビッシリと貼り付けられている得体の知れなさから「こわこわ先生」と呼ばれて敬遠されるようになってしまう。
数日後に阿比倉が放課後に誰もいないはずの教室を覗くと、そこではひよりが1人で懸命に授業のリハーサルをする姿があった。重度の虚弱体質と引っ込み思案な性格が災いし、生徒に誤解されていたひよりの本来の姿を知った阿比倉は庇護欲を掻き立てられる余りクラス委員に志願し、失敗続きの「よわよわ先生」をサポートしようと奮闘する。

## 登場人物
鶸村 ひより（ひわむら ひより）
本作のヒロイン。この春に大学を卒業して阿比倉たちのクラス担任になった新米教師で、担当科目は英語。22歳。
美人でB98（Iカップ）の巨乳だが、重度の虚弱体質に加えて自己肯定感が極端に低く引っ込み思案の「よわよわ」なため、生徒からは奇行にしか見えない挙動を重ねたのが原因で「機嫌を損ねたら呪われる」と誤解を招き「こわこわ先生」と呼ばれて恐れられるようになった。
本人は「生徒から頼られる教師になりたい」と言う意識が強く、放課後に誰もいない教室でぬいぐるみを並べて授業のリハーサルを重ねていたが、その姿を見てクラス委員に志願した阿比倉からサポートの申し出を受ける。
朝が弱く定時登校に自信が無いため上司の薦めで高校の近くにあるアパートへ引っ越したが、入居した先は阿比倉の隣の部屋だった。

阿比倉 章人（あびくら あきひと）
本作の主人公。ひよりが初めて受け持ったクラスの生徒。高校2年生。16歳。穏やかな性格の平和主義者で、取り立てて目立つ存在ではなく、本人も平穏無事に「ほどほど」の高校生活を過ごしたいと考えていたが担任になったひよりが他の生徒から誤解され続けている状況を捨て置けずにクラス委員を志願し、授業のリハーサルを手伝うようになった。ひよりを巻き込んでラッキースケベに遭遇することが多く、その度に瑞希から軽蔑されている。

椋林 瑞希（むくばやし みずき）
阿比倉と同じクラスの女子生徒で、同じ小学校の出身だが特に仲良しではなかった。ひよりほどではないにせよ巨乳。超高校生級の運動能力と高い社交性を兼備する陽キャで、ひよりからは自分と対極の「つよつよギャル」として羨望の眼差しを向けられている。阿比倉がひよりに付き合って授業のリハーサルを手伝う場面に出くわし、クラス委員の交代を要求したが2人共同で委員をすることになった。

阿比倉 朱美（あびくら あけみ）
章人の姉。29歳で看護師をしており、12歳下の弟を甘やかすことに生き甲斐を感じる「あまあまお姉ちゃん」。弟に自立心が芽生えて寂しいと感じていたところにマンションの隣室へひよりが引っ越して来て、弟と同じように庇護欲を掻き立てられる。

雪下 祐樹（ゆきした ゆうき）
阿比倉の同級生。小柄な「ミニミニ」の体型をしており、ショートカットで一人称が「おれ」のため、ひよりの家庭訪問に同伴した阿比倉との初対面では男子だと誤認されていたが女子生徒である。学校には行きたがらないが自分を気にかけて家庭訪問を続けるひよりに対しては好感を抱いており、隙あらば巨乳を揉みたがる。

九栗 香夜（くぐり かや）
章人たちの学校の3年生。最近SNSで話題のフォトグラファー「KuguriN」の正体であり、彼女がアップする写真はものすごく「エモエモ」だという。
ひよりのエロス溢れる雰囲気に惚れこんで被写体になることを懇願、さらにひよりのエロスを引き出すには章人と一緒にいる必要があると考え、2人を自身が設立する予定の写真部に顧問と部員としてスカウトし、瑞希と祐樹も加わったことで部員が揃い、写真部を設立する。

柄永 英里佳（えなが えりか）
章人たちの学校の2年1組の生徒。お嬢様口調で話す。
風紀委員をしており、何でも取り締まるうえに一度目を付けられるとしつこく、1年の時にゴシップ・でっちあげだらけだった新聞部を廃部に追い込んだという噂がある。しかし、写真部の過激なコスチュームを「芸術の為ならばれっきとした活動」と容認するなど、話の分かる「ゆるゆる」な風紀委員だと思われた。
その正体は女の子好きで大の男嫌いな「ゆりゆり」の風紀委員。ひよりが本当は不器用で優しく生徒想いだと気付いており、その容姿もあってひよりの大ファンだが、彼女と親しい章人のことは「女の子の百合の園を汚す悪の手」と認識し、嫌っている。

## 書誌情報
- 福地カミオ『よわよわ先生』、講談社〈週刊少年マガジンKCデラックス〉、既刊13巻（2025年7月16日現在）
  1. 2023年3月16日発売[5][6]、ISBN 978-4-06-530996-4
  2. 2023年5月17日発売[7]、ISBN 978-4-06-531600-9
  3. 2023年8月17日発売[8]、ISBN 978-4-06-532609-1
  4. 2023年10月17日発売[9]、ISBN 978-4-06-533158-3
  5. 2023年12月15日発売[10]、ISBN 978-4-06-533890-2
  6. 2024年2月16日発売[11]、ISBN 978-4-06-534563-4
  7. 2024年5月16日発売[12]、ISBN 978-4-06-535510-7
  8. 2024年7月17日発売[13]、ISBN 978-4-06-536138-2
  9. 2024年10月17日発売[14]、ISBN 978-4-06-537129-9
  10. 2024年12月17日発売[15]、ISBN 978-4-06-537770-3
  11. 2025年2月17日発売[16]、ISBN 978-4-06-538417-6
  12. 2025年5月16日発売[17]、ISBN 978-4-06-539354-3
  13. 2025年7月16日発売[18]、ISBN 978-4-06-540085-2